# Грінбраєр (Флорида)
Грінбраєр (англ. Greenbriar) — переписна місцевість (CDP) в США, в окрузі Пінеллас штату Флорида. Населення — 2696 осіб (2020).

## Географія
Грінбраєр розташований за координатами 28°0′41″ пн. ш. 82°45′10″ зх. д. / 28.01139° пн. ш. 82.75278° зх. д. (28.011284, -82.752725).  За даними Бюро перепису населення США в 2010 році переписна місцевість мала площу 1,64 км², з яких 1,55 км² — суходіл та 0,10 км² — водойми.

## Демографія
Згідно з переписом 2010 року, у переписній місцевості мешкали 2502 особи в 1148 домогосподарствах у складі 709 родин. Густота населення становила 1525 осіб/км².  Було 1238 помешкань (755/км²).
Расовий склад населення:
| - 92,0 % — білих - 3,5 % — чорних або афроамериканців - 2,4 % — азіатів - 0,3 % — корінних американців |

До двох чи більше рас належало 1,1 %. Частка іспаномовних становила 7,5 % від усіх жителів.
За віковим діапазоном населення розподілялося таким чином: 17,2 % — особи молодші 18 років, 60,3 % — особи у віці 18—64 років, 22,5 % — особи у віці 65 років та старші. Медіана віку мешканця становила 45,9 року. На 100 осіб жіночої статі у переписній місцевості припадало 90,7 чоловіків;  на 100 жінок у віці від 18 років та старших — 84,8 чоловіків також старших 18 років.
Середній дохід на одне домашнє господарство  становив 61 130 доларів США (медіана — 55 319), а середній дохід на одну сім'ю — 77 454 долари (медіана — 73 644). Медіана доходів становила 42 181 долар для чоловіків та 39 615 доларів для жінок. За межею бідності перебувало 3,2 % осіб, у тому числі 0,0 % дітей у віці до 18 років та 3,7 % осіб у віці 65 років та старших.
Цивільне працевлаштоване населення становило 1197 осіб. Основні галузі зайнятості: освіта, охорона здоров'я та соціальна допомога — 28,4 %, роздрібна торгівля — 20,1 %, науковці, спеціалісти, менеджери — 14,3 %, фінанси, страхування та нерухомість — 10,1 %.